# Share International
Share International je po vsem svetu razširjena mreža posameznikov in skupin, katerih namen je razširiti prepričanje, da je Maitreja - Učitelj sveta za prihajajočo dobo - in njegova skupina Mojstrov modrosti med nami in se postopno pojavljajo v javnosti, tako da ne bi kršili svobodne volje ljudi. 